# Brave Murder Day
Brave Murder Day — музичний альбом гурту Katatonia. Виданий 1996 року лейблом Avantgarde Music, Century Black, Northern Silence Productions. Загальна тривалість композицій становить 41:14. Альбом відносять до напрямку дум-метал.

## Список пісень
1. «Brave» — 10:16
2. «Murder» — 4:54
3. «Day» — 4:28
4. «Rainroom» — 6:31
5. «12» — 8:18
6. «Endtime» — 6:46

Додано в оновлену версію 2006 року
1. «Nowhere» — 06:08
2. «At Last» 06:13
3. «Inside The Fall» — 06:22